# О-Вальроме
О-Вальроме (фр. Haut Valromey) — муніципалітет у Франції, у регіоні Овернь-Рона-Альпи, департамент Ен. О-Вальроме утворено 1 січня 2016 року шляхом злиття муніципалітетів Ле-Гранд-Абержман, Отонн, Ле-Петі-Абержман i Сонж'є. Адміністративним центром муніципалітету є Отонн. Населення — 786 осіб (01.01.2021).